# 克里斯蒂安·特雷施
克里斯蒂安·特雷施（Christian Träsch）是德國的一位足球運動員，在場上司職中場。他現在效力于德國足球甲級聯賽球隊因戈尔施塔特。

## 外部連結
- Christian Träsch transfermarkt.de （德文）
- fussballdaten.de：Christian Träsch之統計數據 （德文）